# Stauronematus platycerus

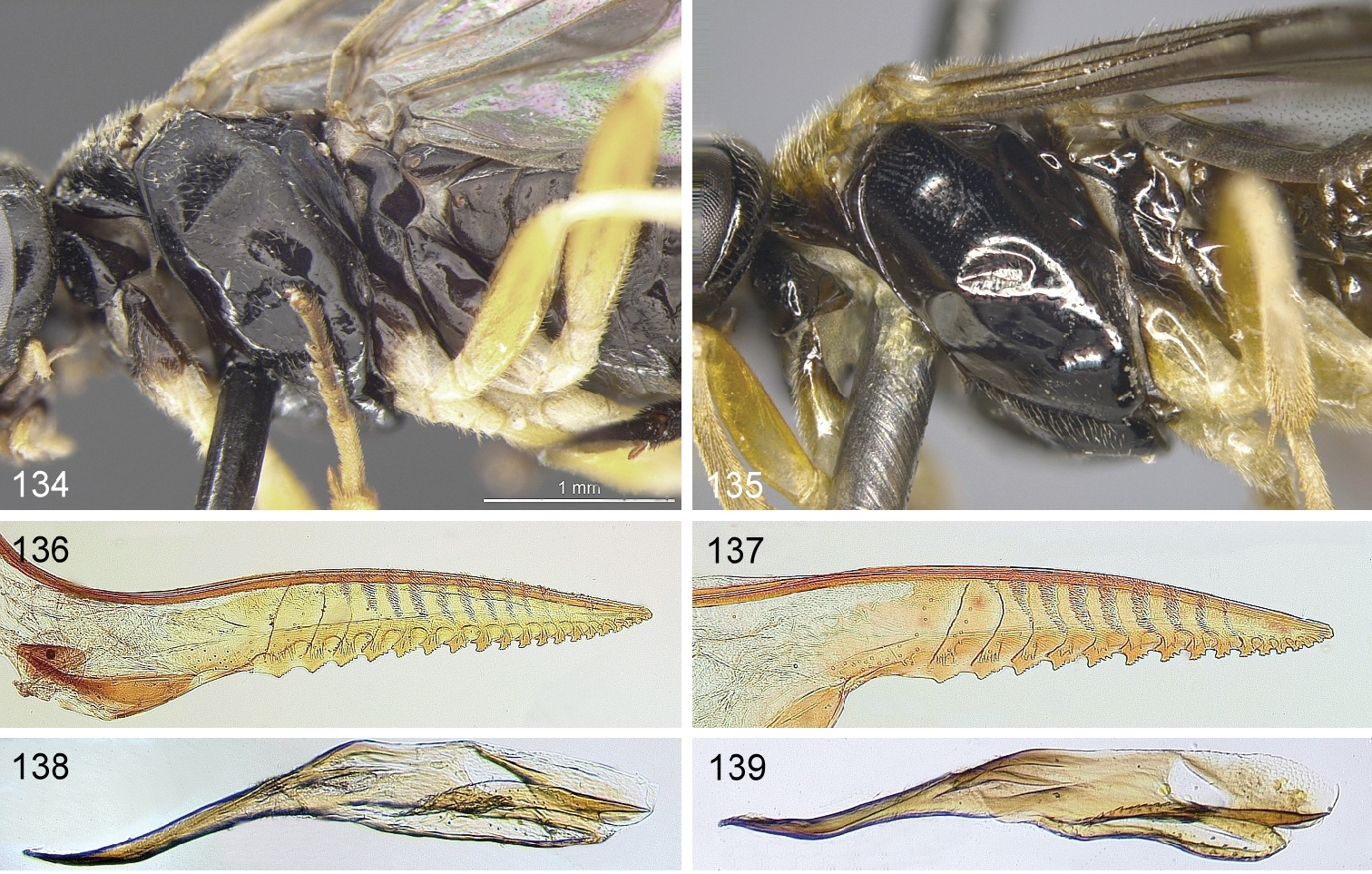
Details von Stauronematus platycerus (links) im Vergleich zu S. saliciphilus (rechts)

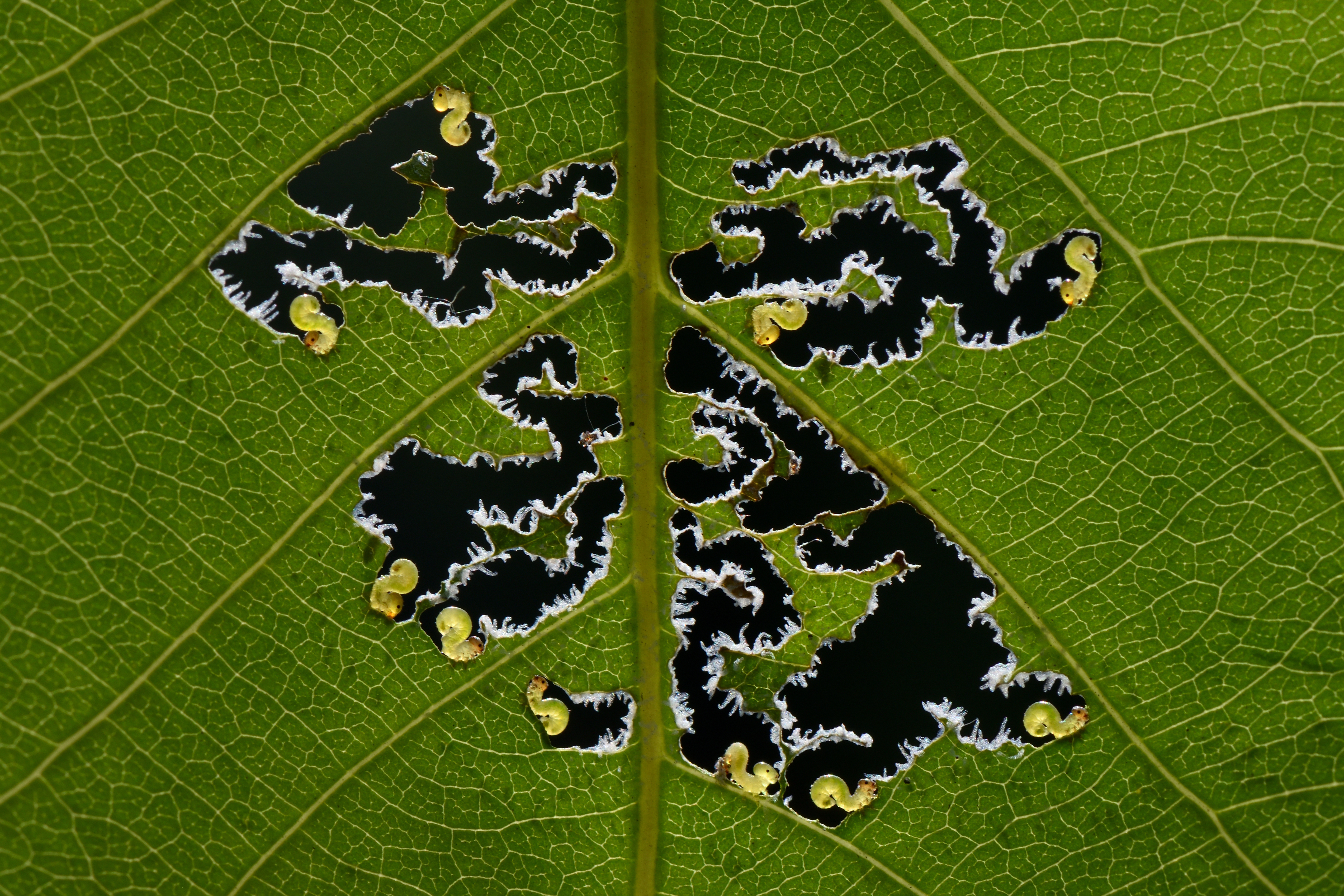
Fensterfraß mehrerer Larven

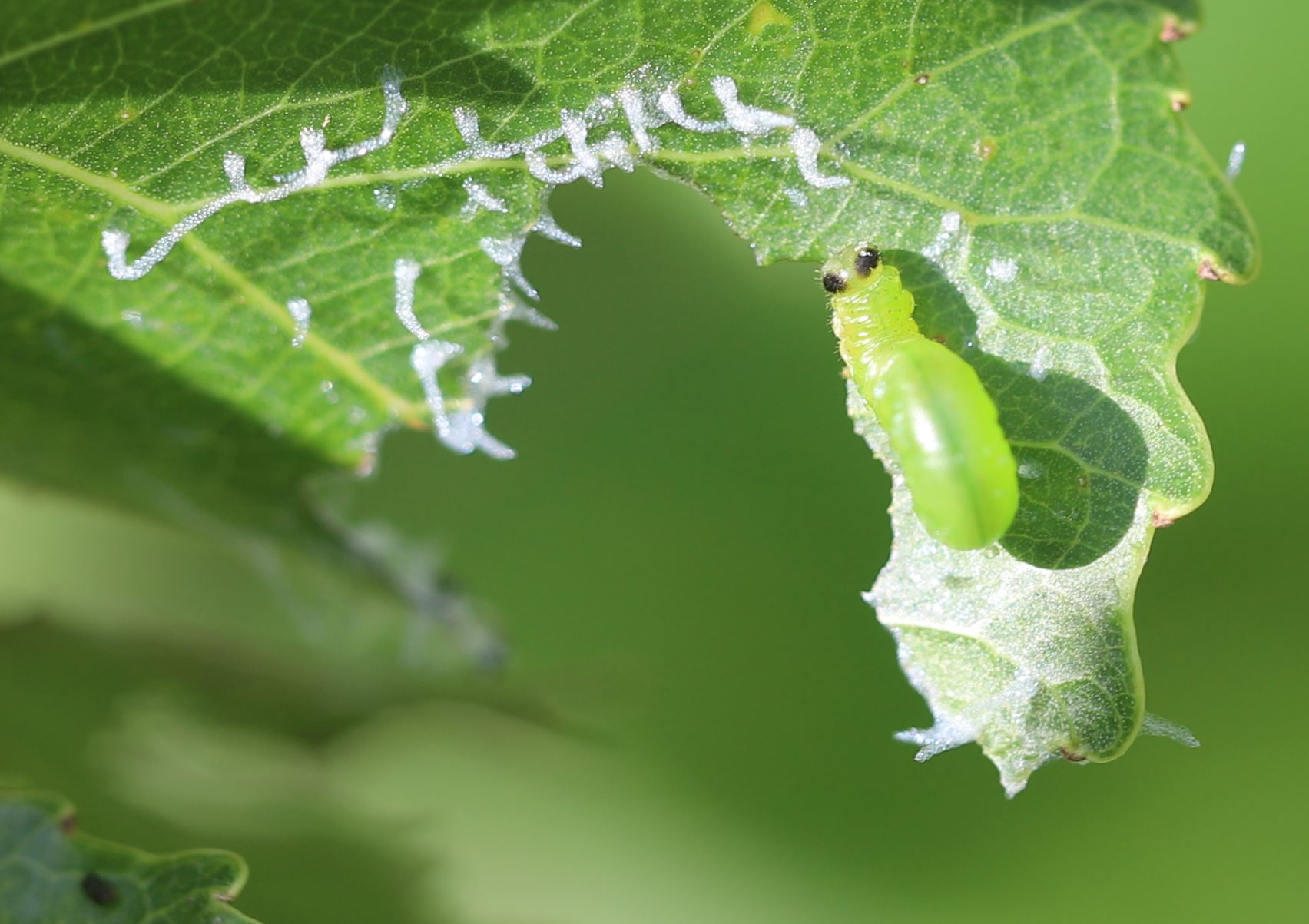
Reifere Larve

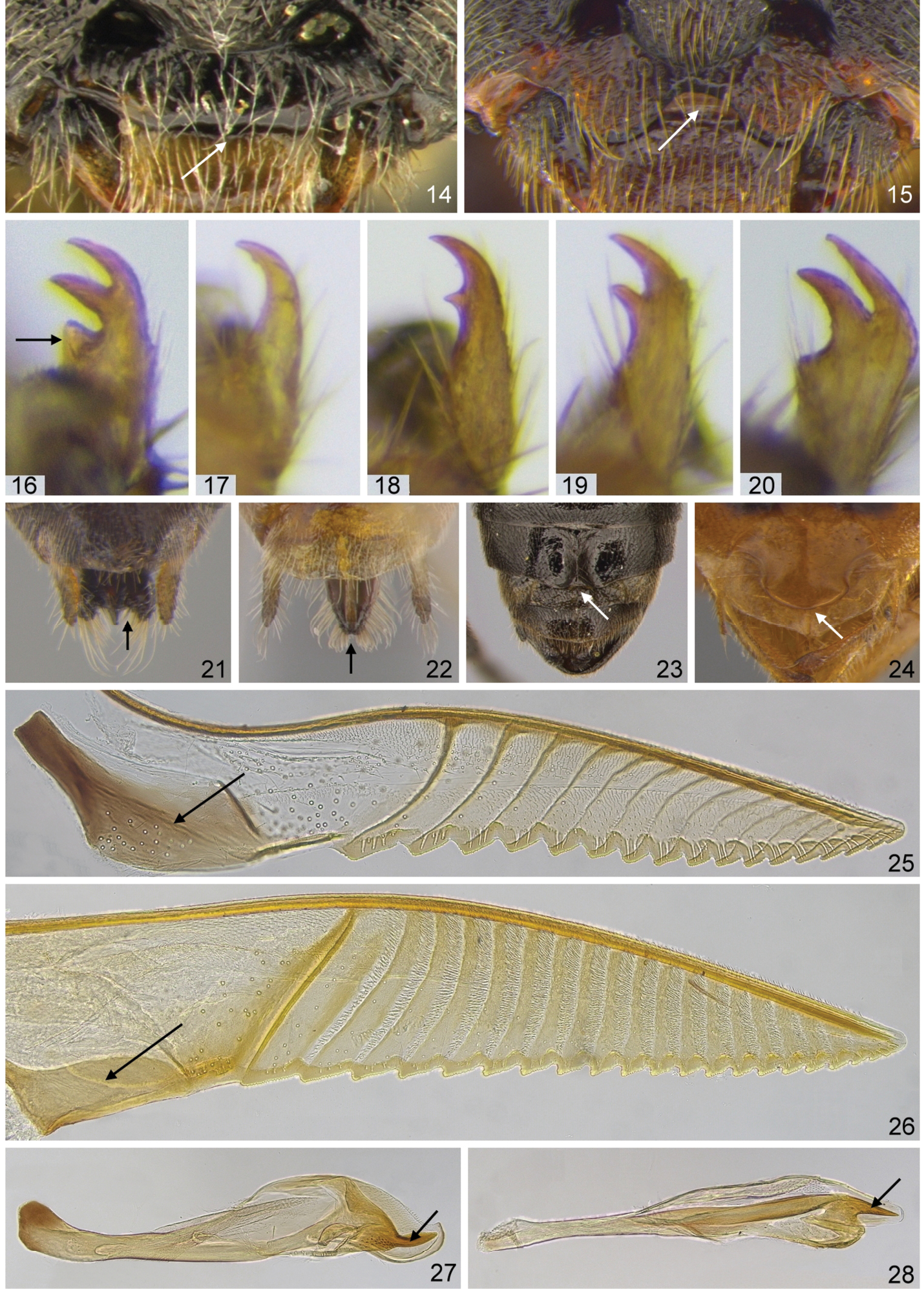
Klaue von Stauronematus platycerus (Abb. 16)

Stauronematus platycerus ist eine Pflanzenwespe aus der Familie der Echten Blattwespen (Tenthredinidae). Sie wird auch als „Palisaden-Blattwespe“ bezeichnet.

## Merkmale
Die überwiegend schwarz gefärbten Pflanzenwespen sind 5–6,5 mm lang. Der Rand des Pronotums und die Tegulae sind gelb gefärbt. Die Beine sind fast vollständig gelb gefärbt. Lediglich das apikale Ende der hinteren Tibien und die hinteren Tarsen sind schwarz. Die Klauen der Tarsen weisen einen großen inneren Zahn sowie einen auffälligen basalen Lobus auf (siehe Foto). Dadurch erscheinen die Klauen dreizähnig.
Die grün oder gelbgrün gefärbten Afterraupen besitzen anfangs eine bräunliche Kopfkapsel. Reifere Larven haben dann eine überwiegend gelbgrüne Kopfkapsel mit zwei oder drei dunkelbraunen Flecken am Hinterkopf und an den Schläfen.

## Verbreitung
Die Art ist in der Paläarktis weit verbreitet. In Europa ist sie in Skandinavien, in Großbritannien und in Mitteleuropa bekannt. Im Osten reicht das Vorkommen nach Kleinasien und bis nach China.

## Lebensweise
Als Wirtspflanzen werden Pappeln (Populus) genutzt, in seltenen Fällen auch Weiden (Salix). Die Eiablage findet an den Blattstielen statt. Die Larven fressen an den Blättern der Wirtspflanzen und verursachen dabei einen Fensterfraß. Sie errichten mit Hilfe ihres Speichels im Umkreis der Fraßstelle auf beiden Seiten des Blattes weiße Palisaden. Diese dienen möglicherweise der Abwehr von Ameisen. Die Pflanzenwespen fliegen von Mai bis September.

## Taxonomie
Die Art wurde von dem Forstwissenschaftler Theodor Hartig im Jahr 1840 als Nematus platycerus erstbeschrieben.
Neben der Typusart Stauronematus platycerus gibt es nur eine weitere Art in der Gattung Stauronematus: die auf Korsika und auf Sardinien vorkommende im Jahr 2007 erstbeschriebene Art Stauronematus saliciphilus.
In der Literatur finden sich folgende Synonyme:
- Nematus callicerus Thomson, 1862
- Nematus cebrionicornis A. Costa, 1859
- Nematus vallator Snellen Van Vollenhoven, 1858
- Stauronematus compressicornis (Fabricius, 1804)
- Tenthredo compressicornis Fabricius, 1804

Die beiden letzten Synonyme gehen auf eine Fehlbestimmung durch Robert Bernard Benson im Jahr 1948 zurück.